# Hannes Miettinen
Pour les articles homonymes, voir Miettinen.
Hannu Kleofas « Hannes » Miettinen (né le 25 septembre 1893 à Helsinki et décédé le 2 janvier 1968 dans la même ville) est un athlète finlandais spécialiste du cross-country. Affilié au HKV, il mesurait 1,65 m pour 53 kg.

## Biographie

### Palmarès
| Date | Compétition           | Lieu   | Résultat | Épreuve    | Performance |
| ---- | --------------------- | ------ | -------- | ---------- | ----------- |
| 1920 | Jeux olympiques d'été | Anvers | 23e      | Individuel |             |
| 1920 | Jeux olympiques d'été | Anvers | 1er      | Par équipe | 10 pts      |